# Atak lotniczy

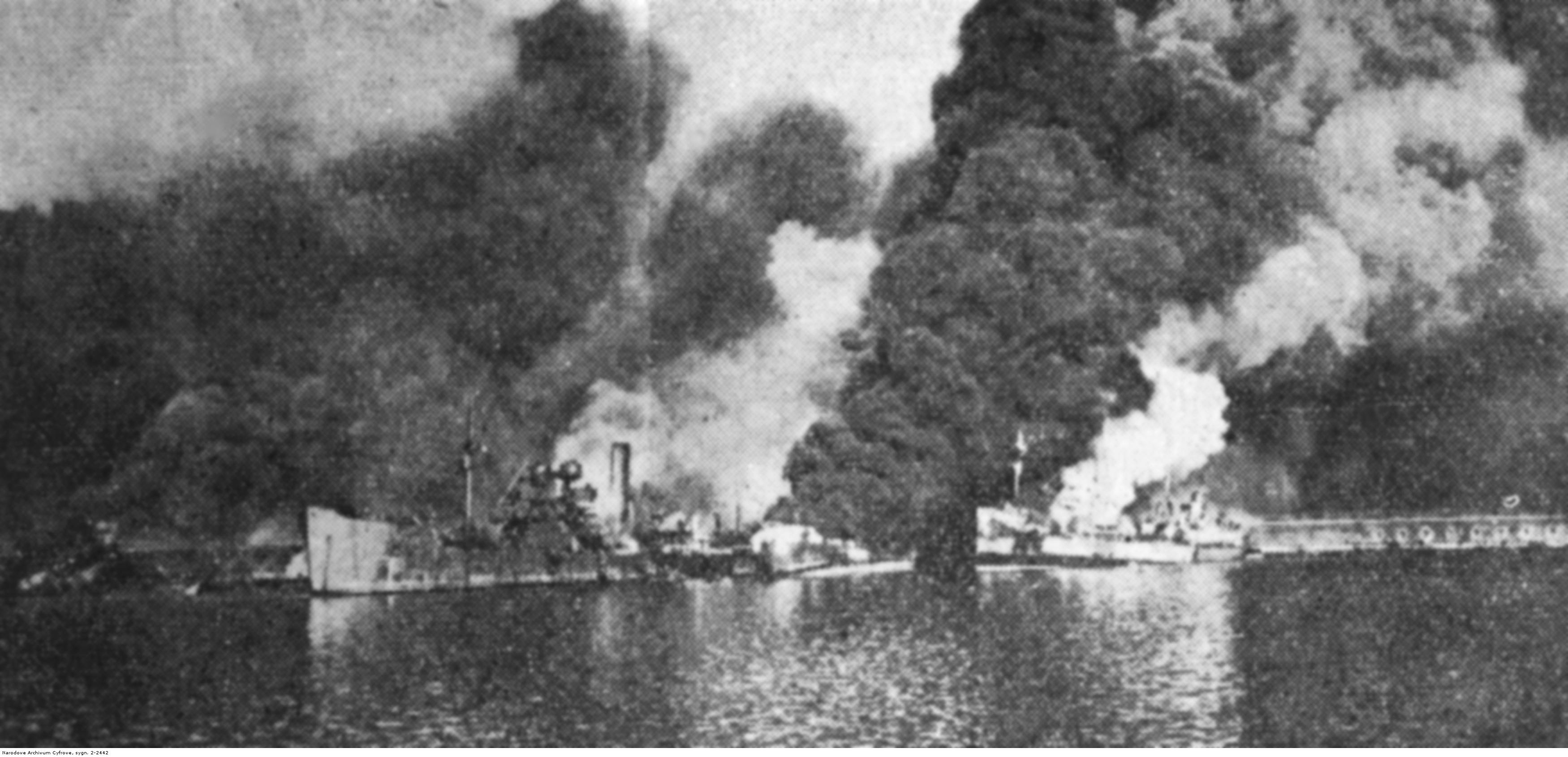
Skutki ataku na Bari 2 grudnia 1943 roku

Atak lotniczy – decydująca faza walki powietrznej lub uderzenia lotniczego na obiekt naziemny, nawodny i podwodny; zdecydowany manewr w celu zajęcia najwygodniejszego położenia względem atakowanego obiektu (celu), z jednoczesnym użyciem posiadanego uzbrojenia (środków rażenia). Atak lotniczy przeprowadza się pojedynczym samolotem (statkiem powietrznym) lub grupami samolotów (statków powietrznych), atakującymi jednocześnie lub kolejno w sposób zapewniający osiągnięcie zamierzonego rezultatu.